# Gli evasi del terrore
Gli evasi del terrore (Voice in the Mirror) è un film del 1958 diretto da Harry Keller.